# Isola Pervomajskij
L'isola Pervomajskij (in russo Остров Первомайский, ostrov Pervomajskij, in italiano "isola del Primo Maggio") è un'isola russa bagnata dal mare di Kara.
Amministrativamente fa parte del distretto di Tajmyr del Territorio di Krasnojarsk, nel Circondario federale della Siberia.

## Geografia
L'isola è situata lungo la costa settentrionale della penisola del Tajmyr, nella parte bagnata dal mare di Kara. Si trova nella baia della Tessema (бухта Тессема, buchta Tessema), alla foce del fiume che dà il nome all'insenatura, insieme a una grande quantità di altre isole e isolette. Fa parte della Riserva naturale del Grande Artico.
È una isola di forma irregolare allungata, che misura circa 5 km di lunghezza e 1,75 km di larghezza. Il punto più alto è di 31 m s.l.m.

## Isole adiacenti
- Isole di Heiberg (острова Гейберга, ostrova Gejberga), a nord-ovest.
- Isola di Helland-Hansen (остров Гелланд-Гансена, ostrov Gelland-Gansena), 7,5 km[3] a nord-est.